# Patrick Troughton
Patrick Troughton (Mill Hill, Middlesex, 25 de març de 1920 - Columbus, Geòrgia, 28 de març de 1987) va ser un actor anglès. Va ser el primer actor a encarnar Robin Hood en la televisió, però és conegut sobretot com el segon intèrpret del doctor en la sèrie Doctor Who.

## Biografia
Patrick Troughton comença els seus estudis a la Gran Bretanya; a continuació, marxa a Nova York, al Memorial Theatre. Durant la Segona Guerra Mundial, torna a la Gran Bretanya, i combat en la Marina Reial, en què arribarà al grau de comandant.
Després de la guerra, fa teatre durant un temps; a continuació, debuta en el cinema l'any 1948, en què té un petit paper en Hamlet de Laurence Olivier. El 1963, apareix en Jàson i els argonautes.
Troba el seu paper més important l'any 1966, quan reemplaça William Hartnell en la sèrie Doctor Who. El canvi d'actor per al paper principal no trasbalsa pas els espectadors, que resten fidels a la sèrie i mostra un nou enfocament del personatge. Encarnarà el doctor fins al 1969, abans de ser reemplaçat per Jon Pertwee. Reprendrà aquest paper diverses vegades després d'haver abandonat la sèrie, en episodis especials com «The Three Doctors».
Apareixerà a continuació en diverses pel·lícules com Les cicatrius de Dràcula o La maledicció. Mor d'un atac cardíac el 28 de març de 1987, quan anava a una convenció de fans de Doctor Who.

### Vida privada
És l'avi matern de Harry Melling (Dudley Dursley en les pel·lícules de Harry Potter).

## Filmografia[3]
- 1948: King Lear de Royston Morley: Edmund
- 1950: L'illa del tresor (Treasure Island): Roach (posteriorment en protagonitzaria la minisèrie el 1977)
- 1953: Robin Hood: Robin Hood
- 1954: El cavaller negre (The Black Knight) de Tay Garnett: el rei Marc
- 1963: Jàson i els argonautes (Jason and the Argonauts) de Don Chaffey: Phineas
- 1964: The Gorgon, de Terence Fisher
- 1966-1969: Doctor Who: el segon metge
- 1967: The Viking Queen de Don Chaffey: Tristram
- 1970: Les cicatrius de Dràcula (Scars of Dracula) de Roy Ward Baker: Klove (el servidor de Dràcula)
- 1970: The Persuaders: "The Old, the New and the Deadly", de Leslie Norman (sèrie TV): comte Marceau
- 1973: Doctor Who, The Three Doctors: el segon doctor
- 1974: Frankenstein i el monstre de l'infern (Frankenstein and the Monster from Hell) de Terence Fisher
- 1976: The Omen de Richard Donner: pare Brennan
- 1977: Simbad i l'ull del tigre (Sinbad and the eye of the tiger) de Sam Wanamaker: Melanthius
- 1983: Doctor Who, The Five Doctors: el segon doctor
- 1985: Doctor Who, The Two Doctors: el segon doctor